# Jože Perme
Josip (Jože) Perme; kmet, gostilničar iz Ponove vasi, kasneje župan občine Št. Jurij.

## Županovanje[1]
Rodil se je očetu Jožefu in materi Mariji (rojena Maver). Za župana občine Št. Jurij je bil prvič izvoljen leta 1909. Na tej funkciji je služboval do leta 1931 ter nato ponovno med letoma 1936 in 1940; skupno je bil župan 26 let in pol.
Prizadeval si je za modernizacijo občine; že pred 1. svetovno vojno je želel izvesti izgradnjo vodovoda. Posvečal se je tudi izgradnji in popravilu osnovne cestne infrastrukture, npr. ceste na relaciji Ponova vas - Grosuplje, ki pred tem sploh ni obstajala. V letih 1927 in 1929 je z odkupom elektrarne v Zagradcu poskrbel za delno elektrifikacijo občine.
Bil je ustanovitelj Vodne zadruge za osušitev travnikov, kar je bilo kasneje razširjeno še na preostale občine v okolici.

## Odkritje Županove jame
Začasa obiskovanja ljudske šole v Št. Juriju se je začel zanimati za naravo in kraško podzemlje. Dvorano Ledenico ter Brezno pri Opolzkem kamnu je večkrat raziskoval že kot najstnik, saj sta bili obe znani domačinom že prej.
Na podlagi svojega zanimanja in zgodnjih obiskov je sklepal, da obstaja možnost povezave med Ledenico in Breznom. 26. maja 1926 se je skupaj s svojim sinom, Josipom, ter krojaškim mojstrom in njegovim sinom odpravil v prej omenjeno Brezno pri Opolzkem kamnu, da potrdi svojo domnevo. S pomočjo lestve so se on in oba fanta spustili v 9,3 m globoko brezno. Sam je nato iskal prehod do Ledenice, vendar mu ni uspelo najti neposredne povezave.
Kasnejše raziskovanje jame je pripeljalo do odkritja novih dvoran, sledila pa je tudi izvedba kopanja rova do Ledenice.